# Molgoot
Een molgoot is een gootconstructie in de wegenbouw. Het doel is om water af te voeren naar bijvoorbeeld een straatkolk. De goot kan uit meerdere rijen klinkers naast elkaar bestaan, gelegd in de lengte van de goot, waarbij de middelste rijen lager liggen dan de meer naar buiten gelegen rijen. In de meeste gevallen bestaat een molgoot uit een oneven aantal rijen met klinkers. Maar de goot kan ook bestaan uit een betonnen contructie met veelal een cirkelsegment als dwarsprofiel.

## Visuele impressie, diverse functies

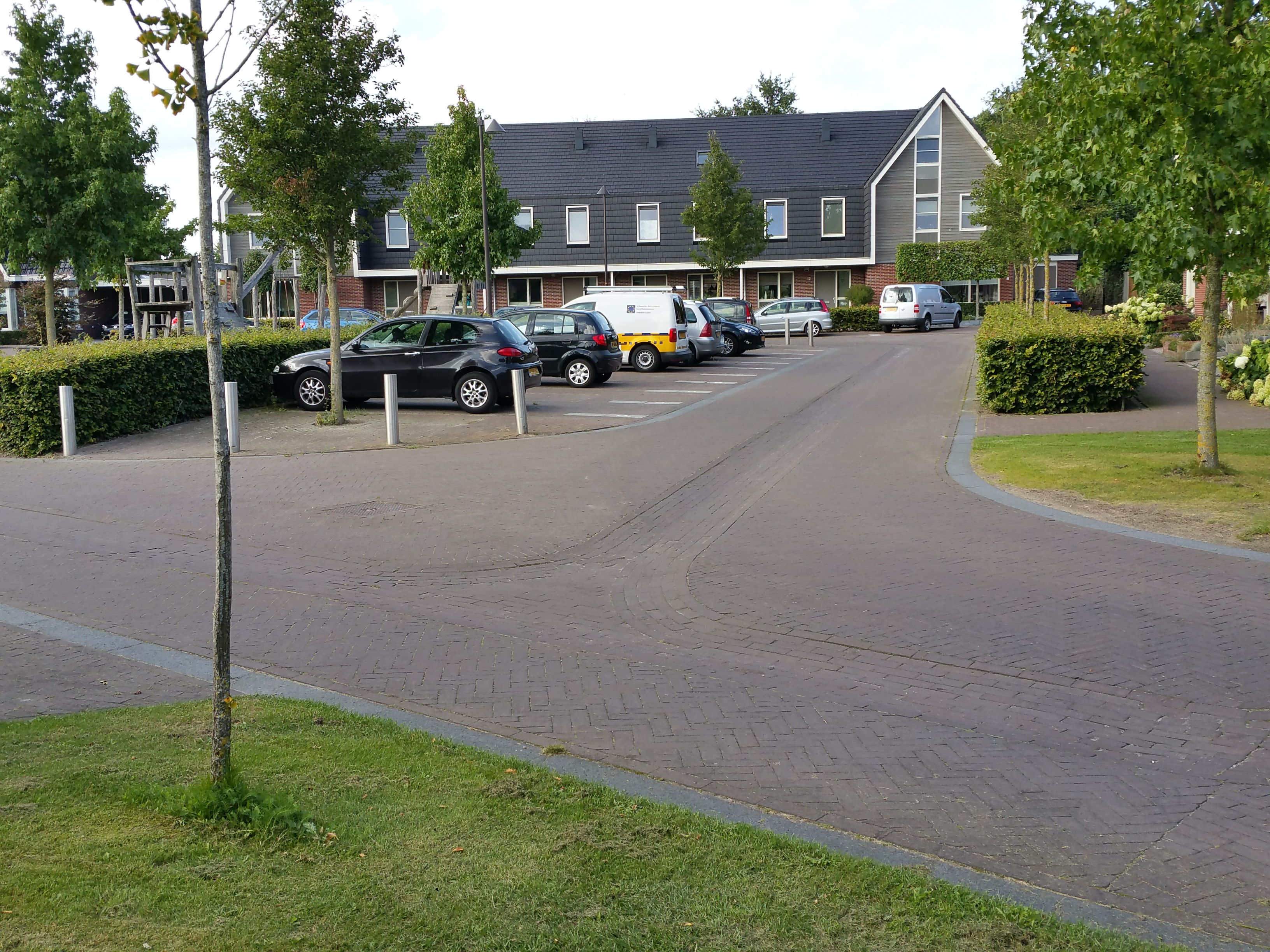
Molgoten ontwerpen zoals je grachten graaft in het zand
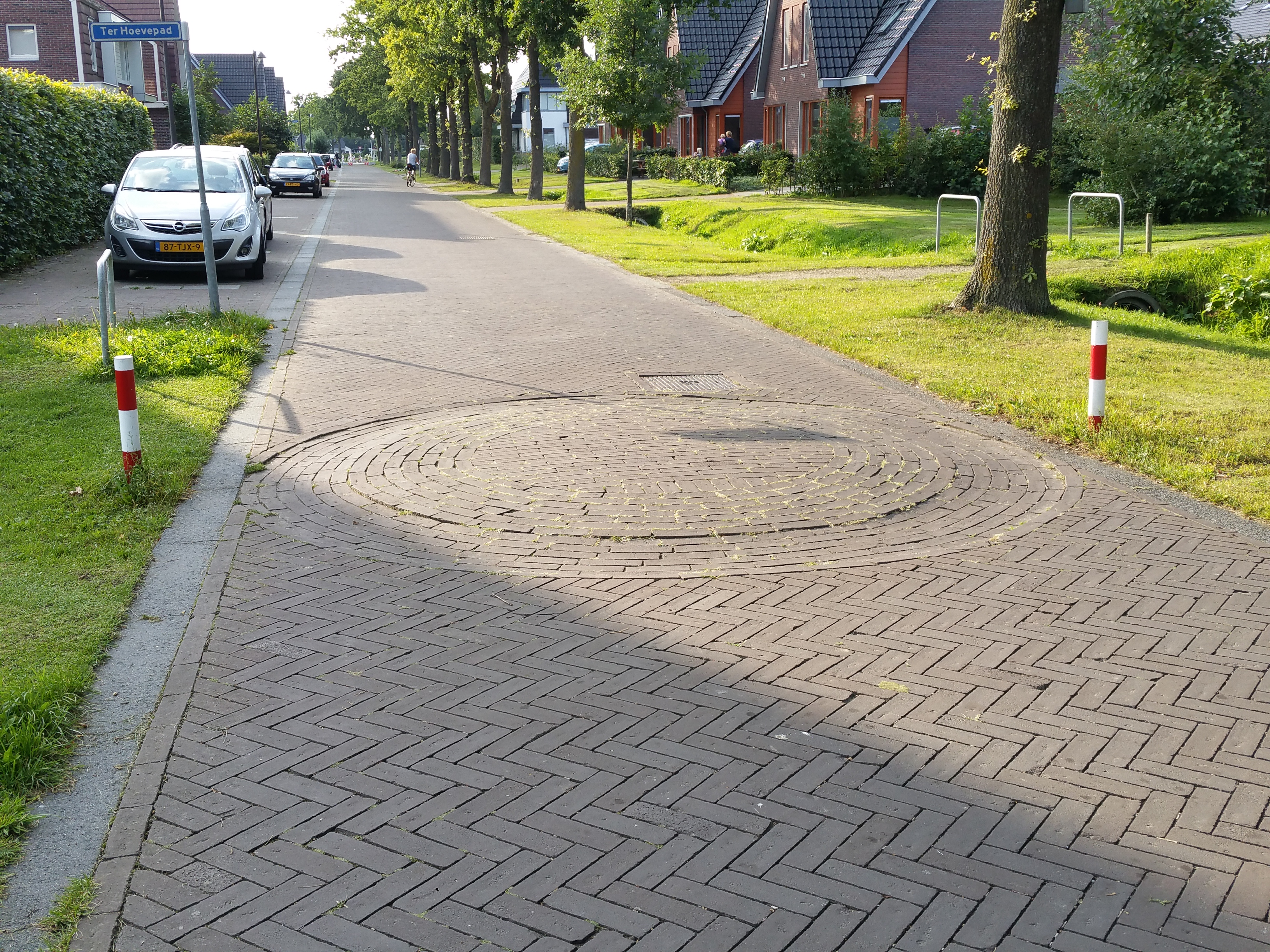
Molgoot als verkeersdrempel
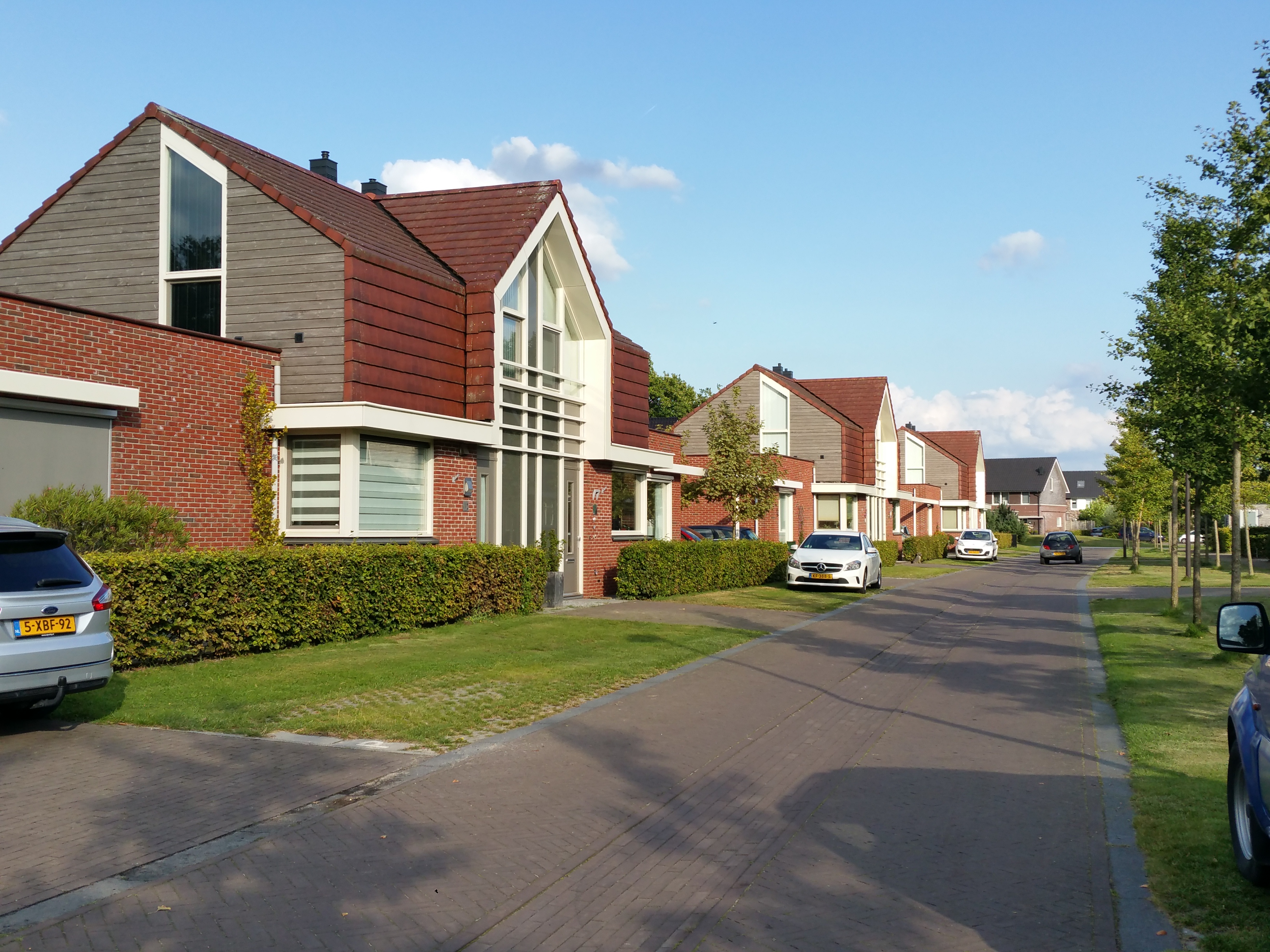
Molgoot als lijnelement, 'gracht' en verkeersremmende maatregel
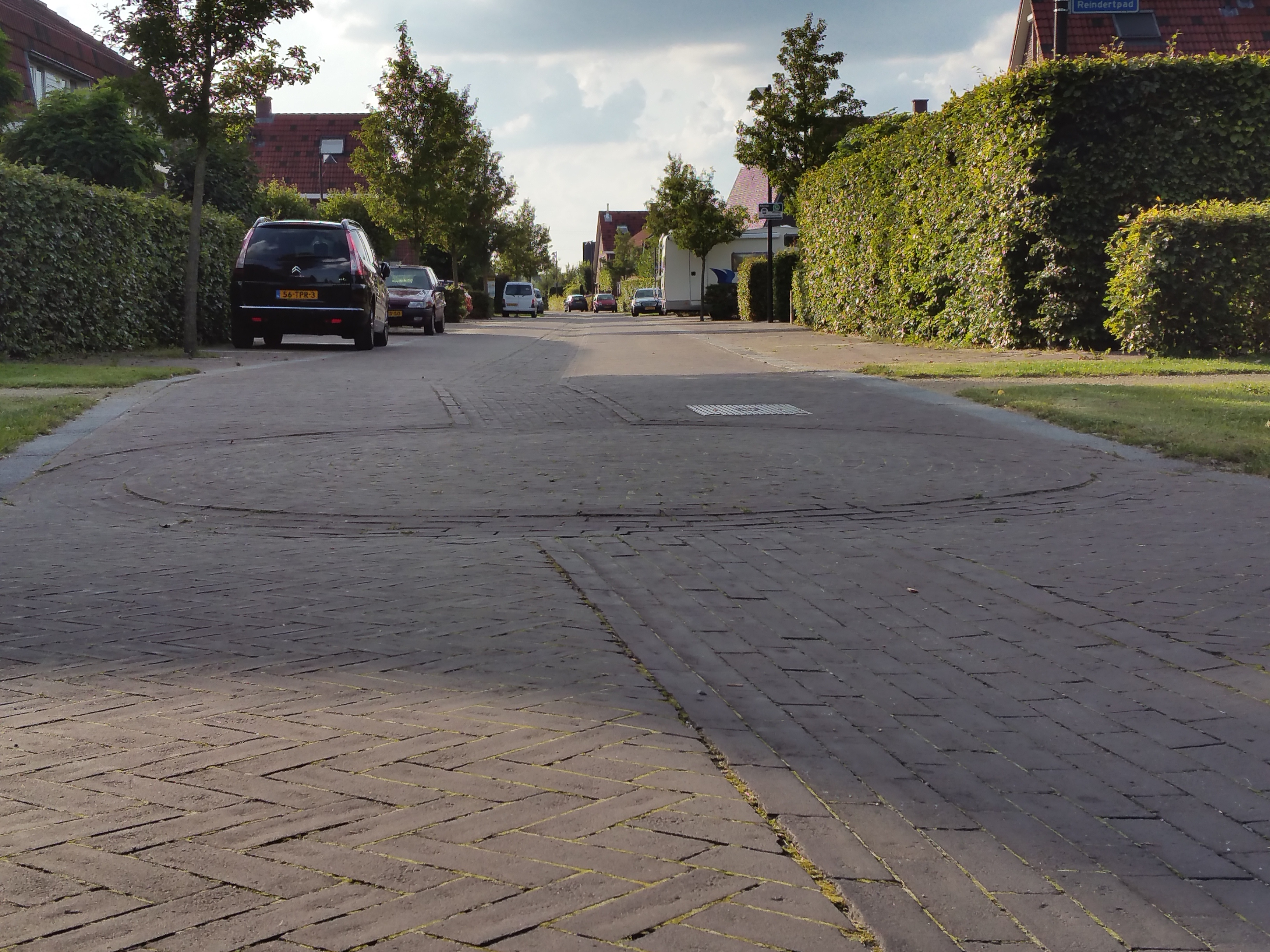
Molgoot brengt water naar groenzone